# Distretto di Khwaja Baha Wuddin
Il distretto di Khwaja Baha Wuddin è un distretto dell'Afghanistan appartenente alla provincia del Takhar.